# St.-Marien-Kirche (Greifswald)

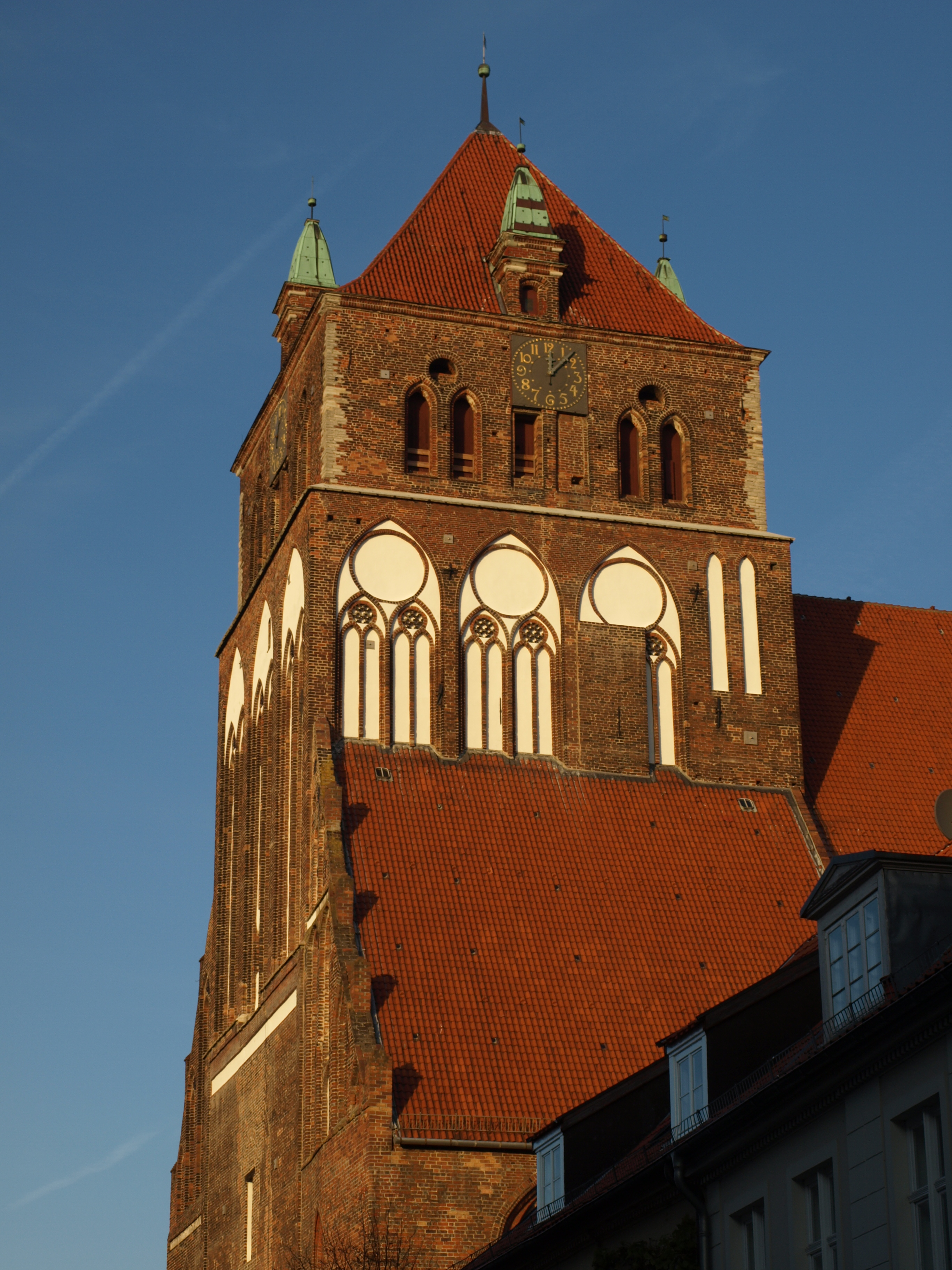
Blick auf den Turm der Marienkirche

Die evangelische St.-Marien-Kirche ist die älteste der drei großen Stadtkirchen der Hansestadt Greifswald. Sie ist der Norddeutschen Backsteingotik zuzuordnen. Die Evangelische Kirchengemeinde ist mit etwa 3200 Mitgliedern die größte in der Stadt.

## Namensgebung
Die Kirche ist der heiligen Maria, der Mutter Jesu, geweiht, die zugleich auch die Schutzheilige des Klosters Eldena war. Im Volksmund wird die Kirche auch als „dicke Marie“ bezeichnet.

## Geschichte
Bereits 1249 ist eine Marienkirche urkundlich belegt, welche jedoch nur ein Vorgängerbau der späteren gotischen Kirche war. In diesem Jahr wurde dem Kloster Eldena das Patronatsrecht übertragen. Vermutlich waren es reiche Bürger gewesen, die letztendlich um das Jahr 1260 den Plan zum Bau der Kirche fassten. Mit diesem wurde, wie auch mit dem der zwei anderen Greifswalder Stadtkirchen, im Zeitraum zwischen 1250 und 1275 begonnen. Am 29. Juli 1280 beurkundete Hermann von Gleichen, Bischof von Cammin das Patronatsrecht der Kirche für das Kloster Eldena erneut. Dieses wurde 1298 päpstlich bestätigt. 1380 war der Bau fertiggestellt.
Sowohl die Bergen- als auch die Schonenfahrer, Kaufleute der Hansestadt Greifswald, nutzten vermutlich Altarstellen in der Annenkapelle der Marienkirche.
Die Bibliothek in der Marienkirche wurde nach der Reformation um Bestände aus aufgelösten Klosterbibliotheken erweitert, ehe der Bücherfundus in den Jahren 1602 und 1755 in die Bibliothek des Geistlichen Ministeriums in der Nikolaikirche eingegliedert wurde.
Im Zuge des Dreißigjährigen Kriegs erlitt die Kirche starke Schäden, denen man beim Wiederaufbau mit Erweiterungen begegnete. Dazu gehörte der Bau eines neuen Turmes mit Zeltdach.
Die Instandhaltung der Marienkirche wurde 2008 vom Bund gefördert. Ab 2008 wurden Konservierungsmaßnahmen vorgenommen, beginnend mit der Wiederherstellung von Turm und Dachspindel. 2009 wurde der von Rissen durchzogene Ostgiebel abgesichert.

## Baubeschreibung
Die Kirche ist als dreischiffige Hallenkirche angelegt. Das Langhaus zieht sich über fünf Joche, der chorlose Abschluss ist dabei drei Joche breit. Die Kirche besitzt zwei Turmseitenhallen, die jeweils zwei Joche lang sind. Eine siebenjochige Vorhalle, ein Anbau aus dem 15. Jahrhundert, breitet sich über die Westseite aus. In dieser Vorhalle befindet sich auch das Westportal, jetziger Haupteingang zur Kirche. Der gesamte Kirchenbau ist aus Backstein errichtet.
An der Südseite ist neben drei kleinen Kapellen, die im 15. Jahrhundert in der Turmseitenhalle entstanden, auch die Annenkapelle von 1330–1340 angebaut, in der sich das auf das 13. Jahrhundert datierte Südportal befindet. Auf der Nordseite der Kirche lassen sich als Anbauten noch die Marienkapelle (auch „kleines Kalkhaus“ genannt) und eine Sakristei aus dem 18. Jahrhundert finden. Zwischen Sakristei und Marienkapelle befindet sich das Nordportal. Über den beiden Anbauten schmückt jeweils eine große, weiß verputzte Blende die Wand. Überspannt wird der kompakte Kirchenbau von einem großen Satteldach.

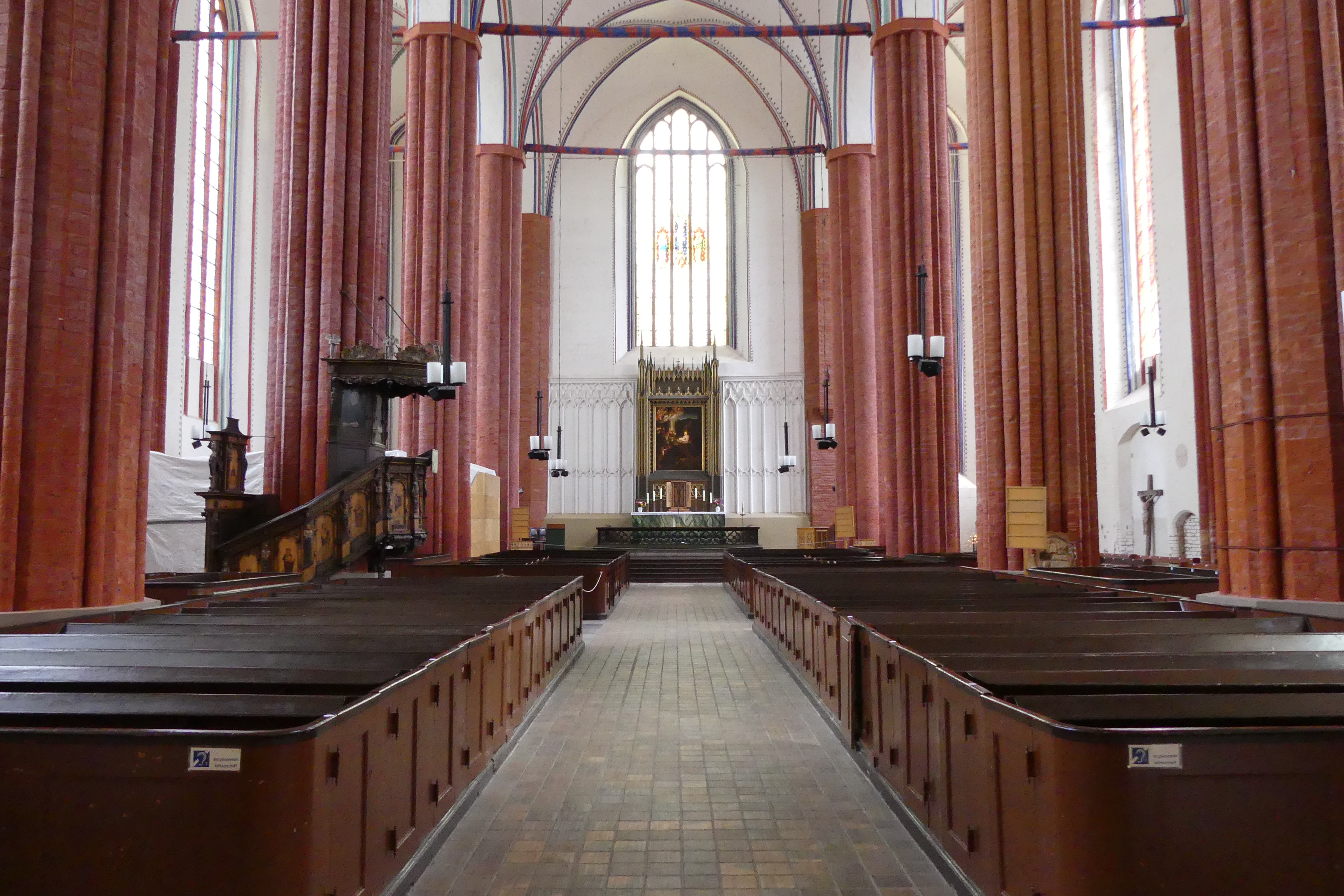
Blick zum Altar der Marienkirche in Greifswald

Das Gebäude ist mit hohen Strebepfeilern umgeben, welche bis an den Dachsims heranragen und dort in einem Kaffgesims enden. Zudem besitzt die Kirche zahlreiche drei- bis vierteilige Spitzbogenfenster mit Buntglasscheiben. Ein weiteres Zierelement sind weiß verputzte Maßwerkblenden, wie sie beispielsweise rund um das Mittelgeschoss des Turms, sowie am imposanten Ziergiebel auf der Ostseite der Kirche zu sehen sind. Der Ziergiebel ist, neben hohen Spitzbogenblenden und Maßwerk, mit schlanken Pfeilern und darauf aufsetzenden Fialen ausgestattet. Die Spitze der Fialen wird von einem kupfernen Pyramidendach gebildet, auf welchem jeweils ein Kreuz angebracht ist.
Der bereits in der ursprünglichen Konzeption der Kirche im 13. Jahrhundert angelegte Turm mit quadratischem Grundriss wurde in der zweiten Hälfte des 14. Jahrhunderts mit einem Pyramidendach versehen. Das Dach ist zu jeder Seite mit einem kleinen Erker bestückt, der jeweils ein kleines Kupferdach trägt. Am Westgiebel der Marienkirche, das Mittelgeschoss des Turms flankierend, befinden sich ebenfalls kleinere Fialen und noch einige Verzierungen (Stargarder Blende). Davon abgesehen fällt der Turm insgesamt aber vergleichsweise schlicht aus.
Das Innere der Kirche wird von einem dezent bemalten und sonst weiß verputzten Kreuzrippengewölbe überspannt. Die drei Schiffe werden von zwei Reihen rot verputzter Ziegelsäulen definiert. An der Ostwand zu Seiten des Altars sind Blendarkaden aus Stuck mit Maßwerk zu finden. Über dem Eingang zum Hauptschiff befindet sich eine Orgelempore.

### Anbauten und Kapellen

#### Marienkapelle
Die Marienkapelle auf der Nordseite der Marienkirche ist vermutlich der älteste erhaltene Sakralraum der Stadt Greifswald. Die Kapelle wurde nach Schätzungen gegen Ende des 13. Jahrhunderts erbaut.
1787 wurde sie als Kalkhaus gebraucht.
2015 begannen die Planungen für den Umbau der Marienkapelle. Die Fertigstellung derselben wurde am 1. April 2021 in einem Gottesdienst gefeiert. Während der Restaurierungsarbeiten traten die ursprünglichen Malereien an den Wänden der Kapelle hervor. Figuren, vollständige Schriftzüge, sowie Marienrosen zieren nun wieder die Südwand des ehemaligen Kalkhauses.
Gegenwärtig lädt die Kapelle zur Besinnung als Raum der Stille ein.

#### Annenkapelle
Die Annenkapelle auf der Südseite der Marienkirche wurde um 1330–1340 erbaut. Die Bezeichnung als Annenkapelle findet sich jedoch erstmals im Testament der Katharina Rubenow aus dem Jahr 1492. Die Kapelle ist über dem ehemaligen Südportal der Marienkirche gelegen, welches nun als Eingang von der Kirche in die Kapelle dient. Die einschiffige Gestalt und die zwei polygonalen Apsiden der Kapelle sind eine Besonderheit im norddeutschen Raum.
Die Umstände der Erbauung der Annenkapelle und die Stifter sind unbekannt. Eventuell wurde sie von den beiden reichen Schifffahrtskompanien, die Bergen- und die Schonenfahrer, genutzt und/oder sogar erbaut. Es ist möglich, dass jede der Kompanien einen Altar in jeweils einer der Apsiden nutzte.
Äußerlich ähnelt der Stil der Kapelle dem des Ostgiebels der Marienkirche und wurde diesem wahrscheinlich auch nachempfunden. Neun Strebepfeiler mit weiß verputzten Blenden umrahmen den Bau. Obwohl nur noch eine Fiale vorhanden ist, ist davon auszugehen, dass auch die restlichen Strebepfeiler einmal Fialen besaßen. Der Bau hat elf Spitzbogenfenster: Sieben von ihnen sind sehr schmal und befinden sich in den Wänden der beiden Apsiden. Zwei Breitere wurden zu beiden Seiten des Außenportals in die Südwand eingelassen. An der Westwand der Annenkapelle befindet sich ein kleiner, achteckiger Treppenturm. Ursprünglich befand sich dort auch ein weiteres Fenster, doch mit dem Anbau der Kapellen an der Südseite der Kirche im frühen 15. Jahrhundert, wurde dieses Fenster zugemauert. Das Innere der Kapelle wird von einem Kreuzgewölbe überspannt, das über den beiden Apsiden an der Ostseite und an der Holzempore an der Westseite zu jeweils einem halben Sterngewölbe hin ausläuft. Im 19. Jahrhundert wurden einige Veränderungen an der Kapelle vorgenommen, wie etwa die Zumauerung mancher Fenster. In den 1950er Jahren wurde die Kapelle zur Winterkirche umgebaut, eine neue Holzempore und eine Orgel wurden eingebaut. Ebenso wie die Marienkapelle, wurde auch die Annenkapelle vor Kurzem restauriert. Im Zuge der Restaurierungsarbeiten die Fenster wieder freigelegt und erneuert. 2020/21 wurden auch das Fenster über dem südlichen Außenportal, sowie das Portal nach den Entwürfen von Andreas Wolff neu gestaltet. Der Entwurf war das Ergebnis eines Künstlerwettbewerbs.

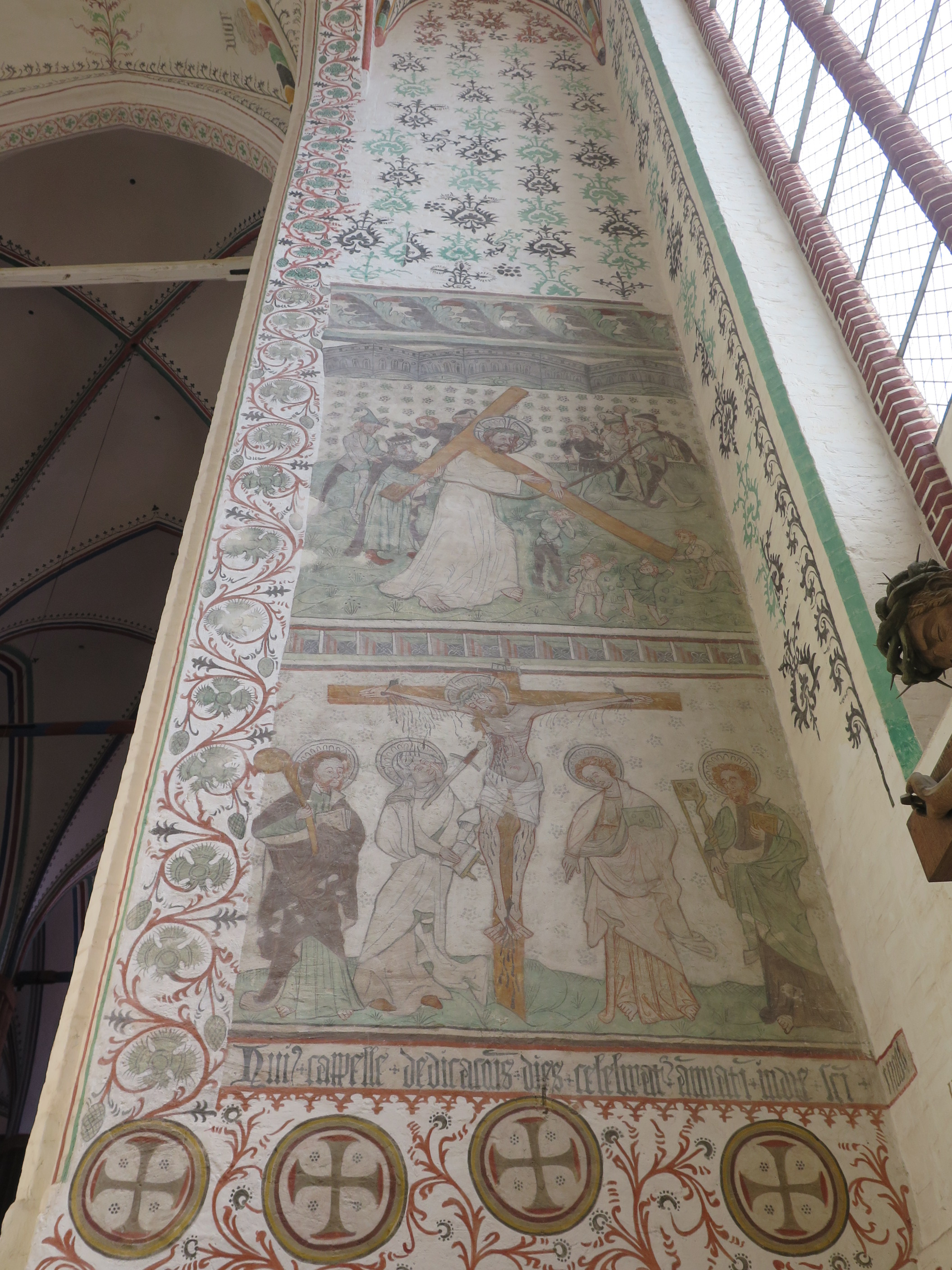
Malerei in der Gedächtniskapelle, linke Seite (3,4)

Zur heutigen Ausstattung der Annenkapelle gehört ein Holzrelief, das die Heilige Sippe darstellt. Das Relief stammt wahrscheinlich aus einer Stralsunder Werkstatt und entstand wohl Anfang des 16. Jahrhunderts. In der Marienkirche wird dieses Relief erst seit Ende des Zweiten Weltkriegs verwahrt.

#### Gedächtniskapelle
1958 wurde eine Gedächtniskapelle für Kriegsopfer eingeweiht. Die Gedächtniskapelle, auch Passionskapelle genannt, ist die mittlere von drei Kapellen in der südlichen Turmseitenhalle. Durch eine Schranke ist sie zum Seitenschiff hin abgetrennt. Geradezu zum Eingang der Kapelle befindet sich ein auf um 1500 datiertes großes Kruzifix, das ursprünglich aus einer Dorfkirche in Gristow stammt. Links und rechts, an den Seitenwänden, sind Passionsszenen in Seccotechnik auf die Wände aufgebracht. Die auf 1411 datierten mittelalterlichen Wandmalereien wurden zwischen 1977 und 1984 wiederhergestellt.

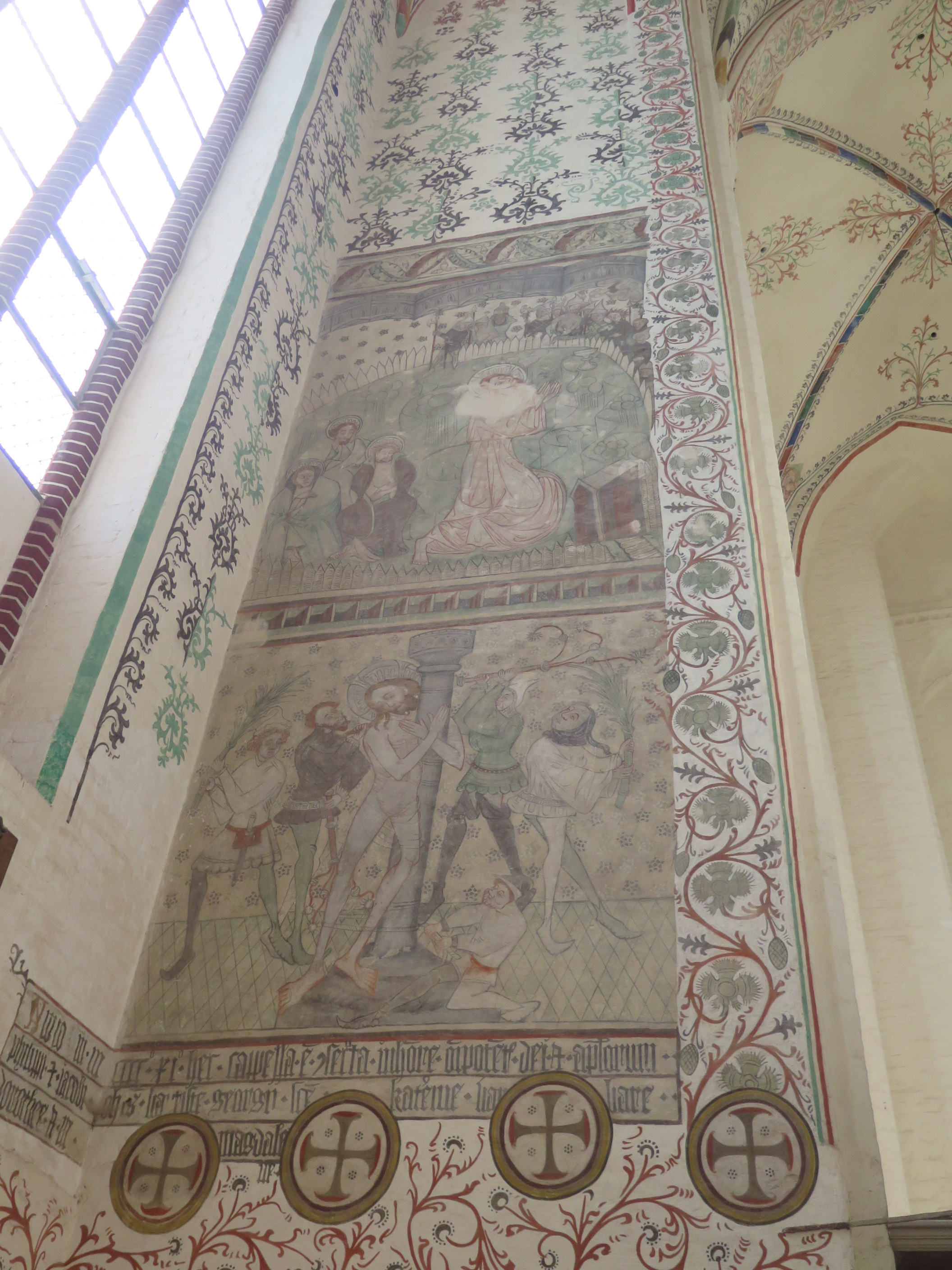
Malerei in der Gedächtniskapelle, rechte Seite (1, 2)

Die Wandmalereien in der Kapelle wurden 1865 erstmals freigelegt. An der westlichen und östlichen Kapellenwand sind vier Szenen aus der Passion Christi gezeigt: 1. Christi Gebet am Ölberg 2. Die Geißelung 3. Die Kreuztragung 4. Die Kreuzigung. Diese sind in scharfen dunklen Umrissen und einfachen Farbtönen dargestellt. Die vier Passionsszenen werden von vegetabilen und geometrischen Friesen begrenzt. Ein ornamentaler Bildhintergrund mit Sternenmuster füllt die restlichen Wandflächen aus.
Es ist auch eine von 12 Weihekreuzen unterbrochene Inschrift sichtbar. Übersetzt lautet sie: „Im Jahre des Herrn 1411 ist diese Kapelle geweiht worden zur Ehre des allmächtigen Gottes und der Apostel Philippus, Jakobus, Johannes des Täufers, Georg, Katharina, Barbara, Dorothea, Magdalena.“

#### Gerichtsvorhalle

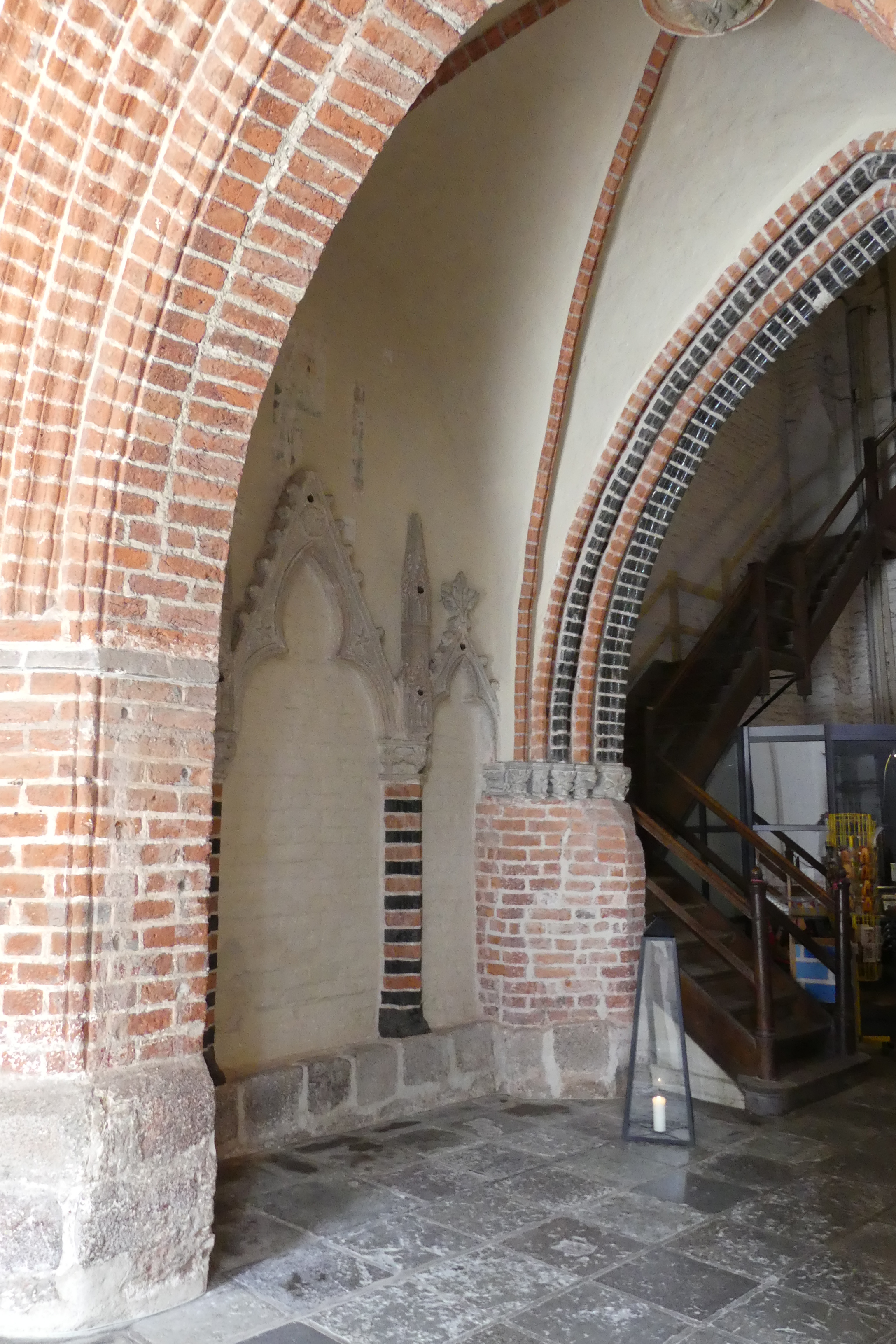
Blick in die mutmaßliche Gerichtsvorhalle

Die kleine kreuzrippengewölbte Portalhalle der Marienkirche liegt im Erdgeschoss des Kirchturms. Mit ihrem Bau wurde vermutlich Ende des 13. Jahrhunderts begonnen. Gegenwärtig wird sie von einer breiten, sieben Joche zählenden Eingangshalle verdeckt. Diese wurde um die Mitte des 15. Jahrhunderts an die Westfront der Kirche angebaut. Das Spitzbogenportal der Halle ist von vertikal alternierenden, glasierten Archivolten eingefasst. Auf der Nord- und Südseite der Halle zieren opulente Vorlagen aus Backstein und Stuckmaßwerk die Wände.
Die Kämpferzone schmücken aufwendig gestaltete figürliche und vegetabile Kapitelle aus Kalkstuck. Die dreiteilige Blendarkade wird auf das 13. Jahrhundert datiert. Die Kalkstuckbekrönung ist auf der Nordseite fast vollständig erhalten, wogegen auf der gegenüberliegenden Seite der untere Teil des Gipsstuckes fehlt. Letzterer wurde durch einen hohen, verputzten Sockel ersetzt. Drei mit Krabben und Kreuzblumen besetzte Wimperge mit spitzen Dreipassbögen werden von wechselnd glasierten Dienstbündeln getragen. Über den Pfeilern in Höhe der Bekrönung befinden sich zwei kleine tabernakelähnliche Fialen. Im Gewölbescheitel der Portalvorhalle wurde ein Schlussstein, in dessen Zentrum eine thronende Gestalt platziert ist, eingebaut. Bei diesem Stein handelt es sich um eine der ältesten erhaltenen Reliefskulpturen in Greifswald. Das Relief wird durch zwei erhabene Ringe, die den Rahmen bilden, abgegrenzt. Der Schmuckstein mit seiner Darstellung eines jungen Christus als Weltenrichter, könnte die Vermutung bestärken, dass die Vorhalle einst als mittelalterlicher Gerichtsort diente.

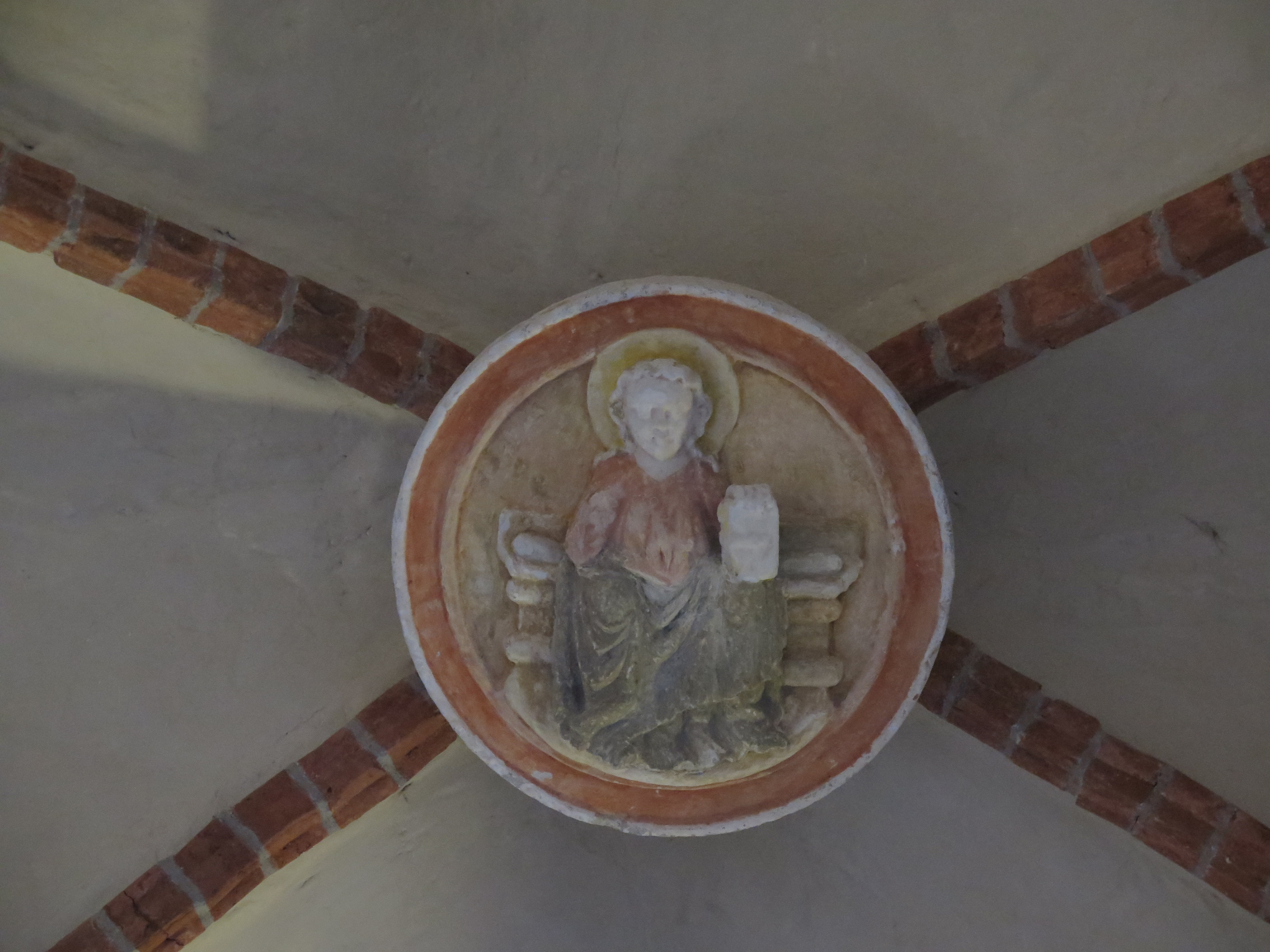
Schlussstein der Gerichtsvorhalle

## Ausstattung

### Rubenowstein

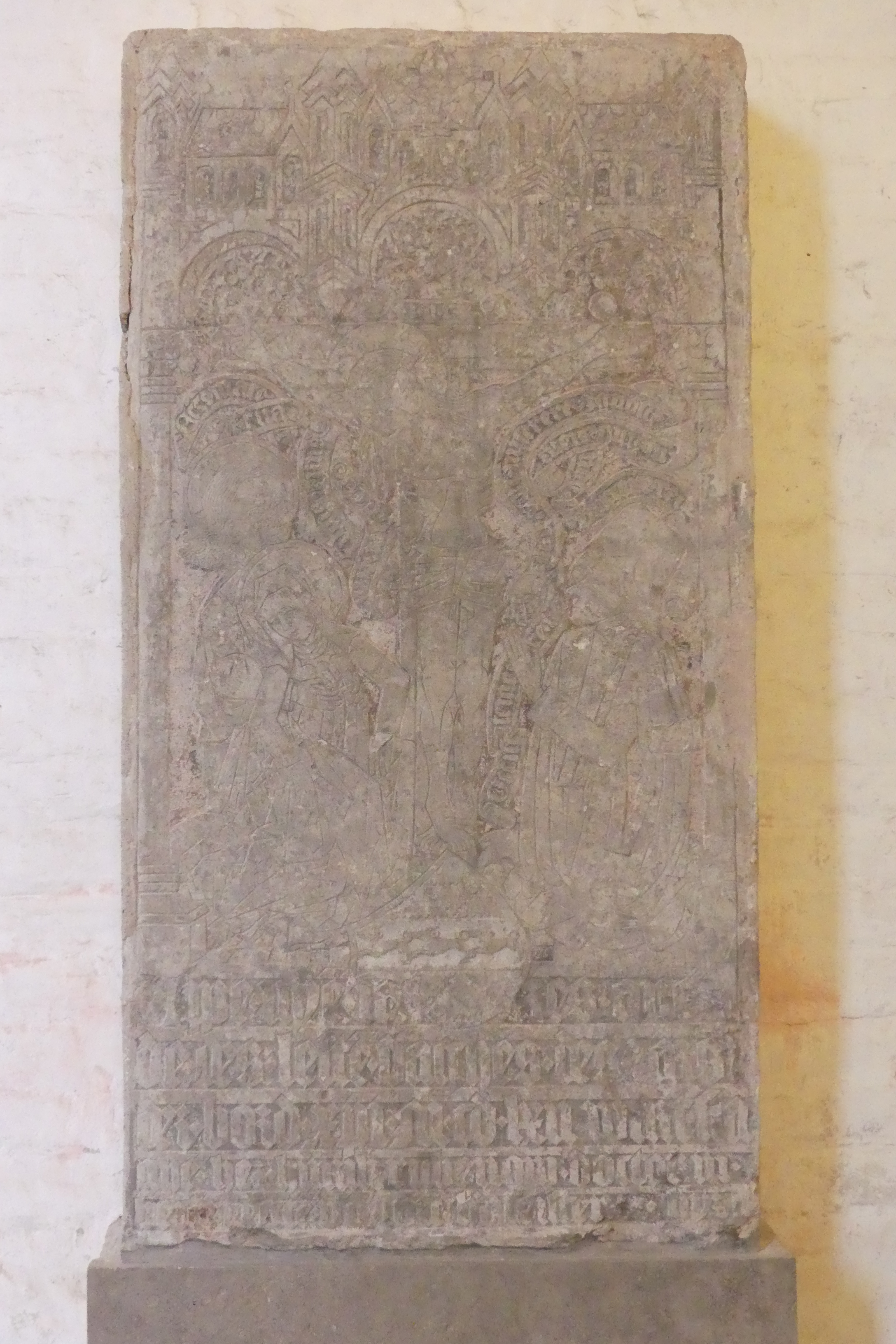
Der Rubenowstein in der Marienkirche

Der Rubenowstein wurde für Heinrich Rubenow, Universitätsgründer und Bürgermeister der Stadt Greifswald, errichtet. Rubenow war am Silvesterabend des Jahres 1462 im Auftrag von innerstädtischen Gegnern im Rathaus mit einer Axt erschlagen worden.
Nach seinem Tod wurden für Rubenow zwei Steinplatten gefertigt: Zum einen eine Grabsteinplatte, die ihn und seine Frau Katharina Rubenow mit Spruchbändern zeigt, zum anderen eine Gedenksteinplatte, die Rubenow auf das Himmlische Jerusalem schauend unter dem Kreuze Christi, gegenüber von Maria und Johannes, darstellt. Von den beiden Steinen ist nur noch der letzte erhalten. Beide waren ursprünglich im Franziskanerkloster der Stadt aufgestellt. Der Gedenkstein wurde im Jahr 1702 in die Marienkirche übertragen. Dort befanden sich ursprünglich auch Wappen der Familie Rubenow, von denen aber keines mehr erhalten ist.

### Walbildnis

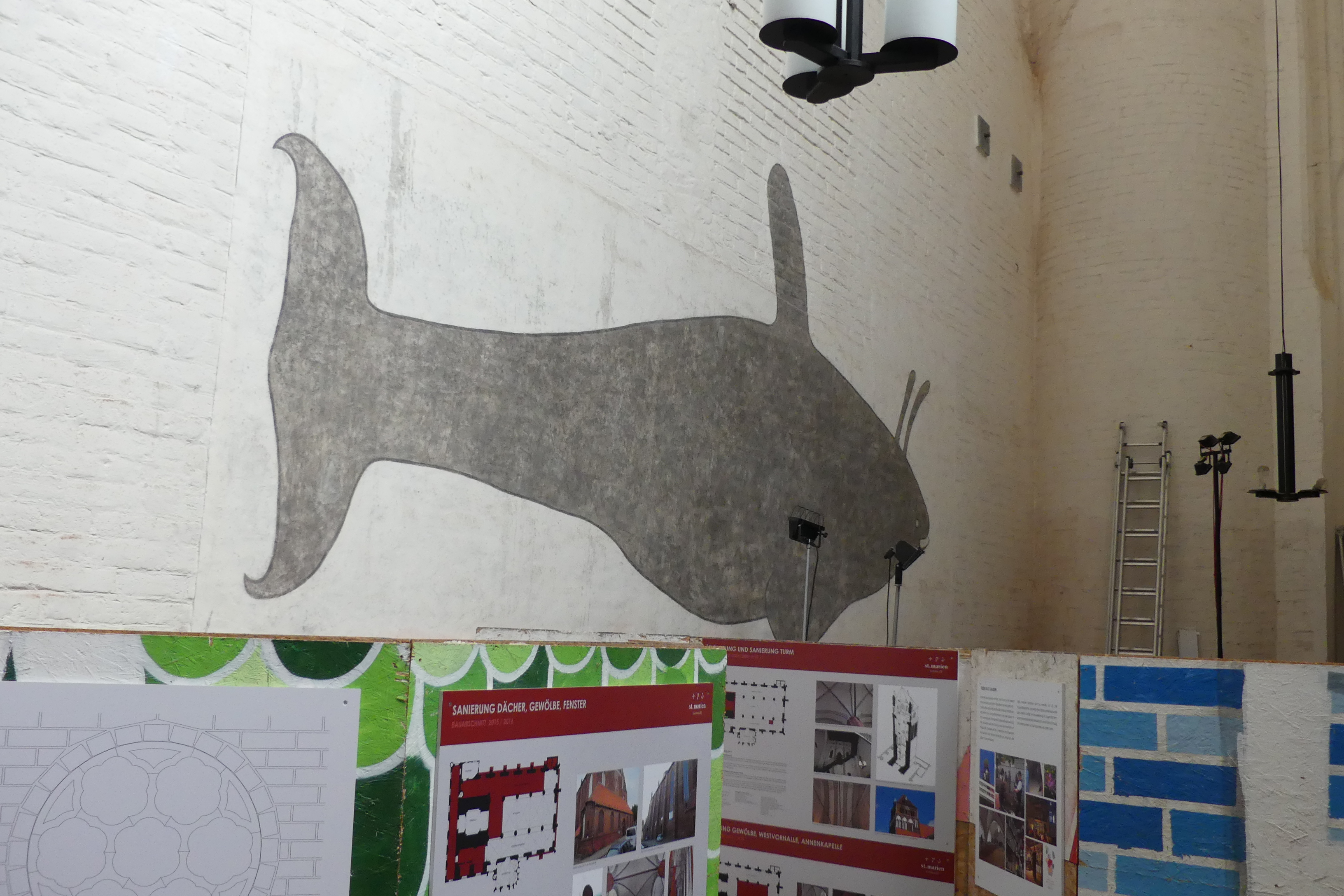
Der Wal an der Wand

An der Südwand der nördlichen Turmseitenhalle befindet sich ein etwa sechs Meter langes Abbild eines Schwertwals. Dieses entstand, nachdem am 30. März 1545 ein Schwertwal im Bodden gestrandet war. Auf diesen Wal bezieht sich Conrad Gessner 1558 in seinem Werk Historia animalium lib. IV qui est de piscium et aquatalium natura. Zürich (Christoph Froschauer) 1558, in dem ein solcher Wal erstmals wissenschaftlich beschrieben wird.

### Relief der Grablegung Christi

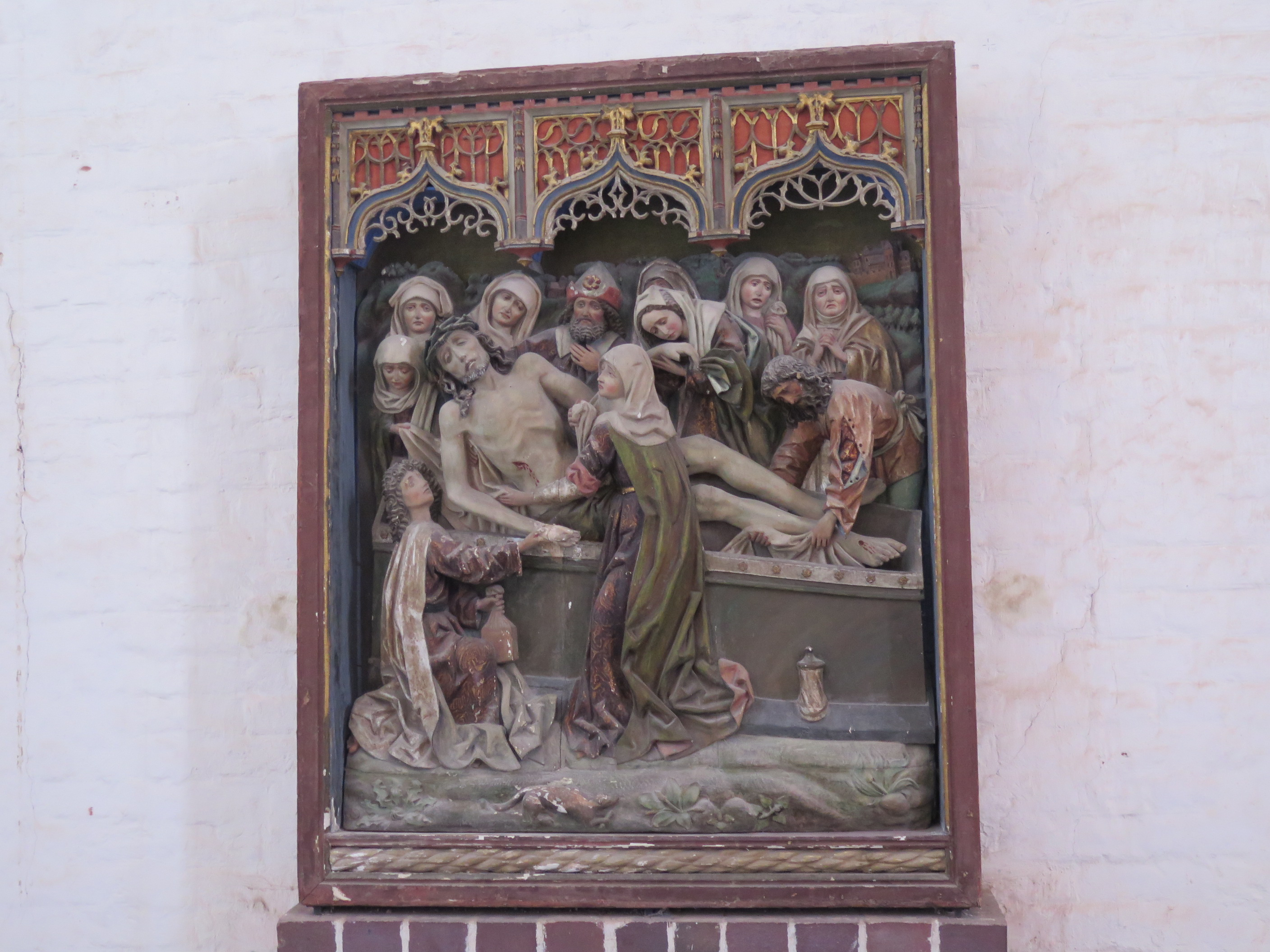
Relief der Grablegung Christi

Das Relief befindet sich im nördlichen Seitenschiff der Marienkirche, neben dem Hauptaltar. Es zeigt die Grablegung Christi und wird auf das Jahr 1505 datiert. Das Relief war vermutlich ursprünglich der Mittelschrein eines geschnitzten Flügelaltars, dessen restliche Bestandteile heute nicht mehr vorhanden sind. Wahrscheinlich erfolgte die Herstellung in einer Werkstatt eines unbekannten schwäbischen Meisters aus dem mitteldeutschen Raum. Auf der Holzschnitzarbeit lassen sich mehrere Personen erkennen. Der Leichnam Christi ist zentral und deutlich größer als die ihn umgebenden Personen dargestellt. Auffällig ist die anatomisch genaue Darstellung der Figuren. Der Ausdruck der Gesichter ist geprägt von Trauer.

### Kanzel

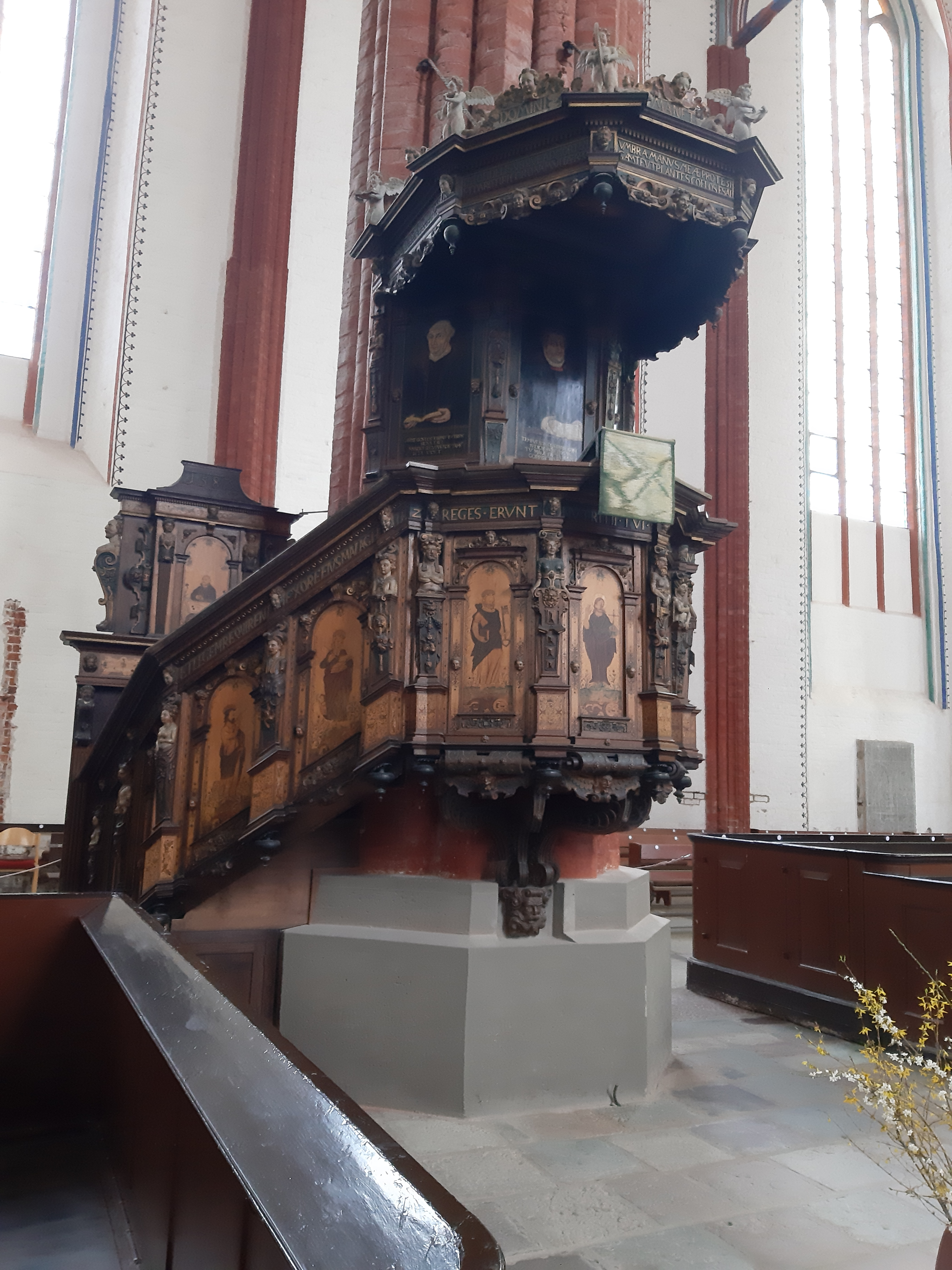
Kanzel im Renaissancestil

Die heutige Kanzel der Kirche wurde im Zuge der postreformatorischen Umgestaltung der Marienkirche im Jahr 1587 fertiggestellt. Sie wurde von den drei Provisoren der Kirche, Caspar Corswant, Peter Gruwel und Martin Völschow, in Auftrag gegeben und ersetzte einen mittelalterlichen Vorgänger. Die im Stil der Renaissance errichtete Kanzel ist aus Eichenholz geschaffen. Die bunten Intarsien in hellem Ahornholz, die als wiederkehrendes Dekorationselement verwendet wurden, stechen besonders hervor.
Es handelt sich bei dieser Kanzel um eine Konsolenkanzel mit Portal, Aufgang, Kanzelkorb und Baldachin. Das Portal ist mit korinthischen Säulen geschmückt. Oberhalb des Gebälks ist eine Ädikula angebracht, die zu beiden Seiten des Portals Bildfelder umrahmt: Auf der Nordseite ist Maria mit dem Jesuskind dargestellt, auf der Südseite der ältere Martin Luther. Auch die Brüstung der Kanzel schmücken Intarsienbildnisse. In großen Rundbogenfeldern sind hier ganzkörperlich die vier Evangelisten, Jesus und die Apostel Petrus und Paulus sowie Johannes der Täufer dargestellt. Es handelt sich um ein typisch reformatorisches Bildprogramm. Gleiches gilt für den Kanzelträger Moses, dessen Kopf an der Spitze der Volutenkonsole zu sehen ist. Über den Bildfeldern verläuft eine Inschrift mit Vulgatastellen.
An der Kanzelrückwand sind gemalte Bruststücke der drei Reformatoren Johannes Bugenhagen, Martin Luther und Philipp Melanchthon angebracht. Im unteren Drittel dieser Bilder sind weitere Bibelstellen zu lesen, ebenso an den Stirnseiten des Kanzelbaldachins. Diesen schmücken vollplastische Engel und mit Cheruben geschmückte Kartuschen, die die Inschrift „Das Wort des Herrn bleibt in Ewigkeit“ beinhalten.

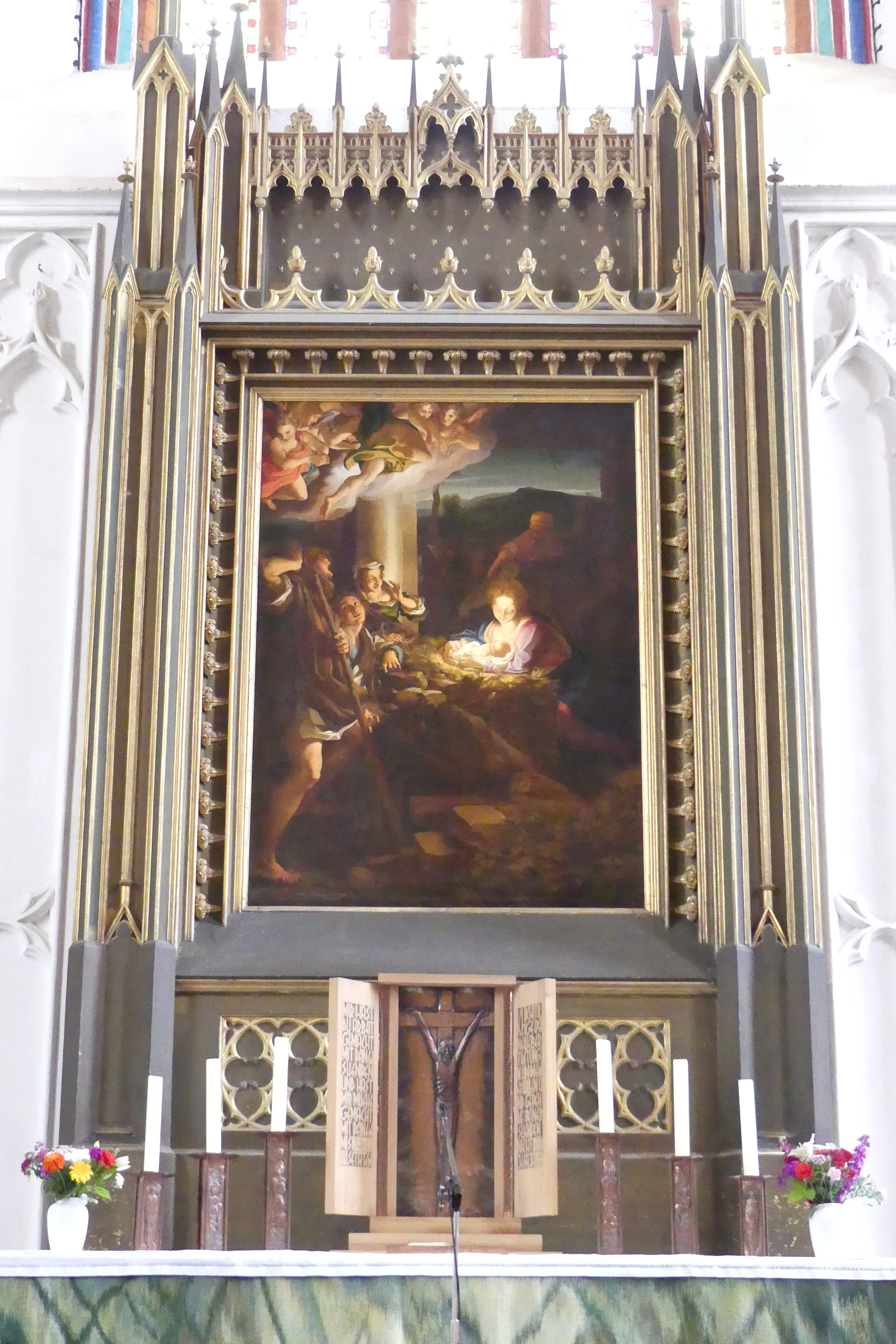
Altar mit der Kopie von Correggio

Die Kanzel wurde zweimal restauriert, in den Jahren 1755 und 1946.

### Altarbild
Das Altarbild auf dem Hauptaltar der Marienkirche sollte ursprünglich von Philipp Otto Runge (1777–1810) angefertigt werden, der jedoch verstarb. Der Auftrag sollte daraufhin an Caspar David Friedrich (1774–1840) überstellt werden, doch fehlte für dieses Vorhaben das Geld. Schließlich wurde eine im Jahr 1807 von Friedrich August von Klinkowström (1778–1835) gemalte Kopie von Correggios „Die Heilige Nacht“ erstanden. Diese wurde zum Ende der Neugestaltung des Altarraums, die 1837 begann in einem prächtigen Rahmen über dem schlichten Altartisch platziert.

### Zur mittelalterlichen Ausstattung der Marienkirche
Zum heute erhaltenen Kirchenbesitz zählen nur noch wenig liturgisches Gerät: Patenen und auch vier vergoldete Kelche. Letztere sind alle ähnlich dekoriert: An Fuß oder Knauf ist eine Kreuzigungsszene dargestellt. Drei der Kelche tragen in jeweils unterschiedlicher Technik eingraviert den Namen 'Jesus'. Ein Kelch verweist mit einer weiteren Inschrift auf seine Stifterin.
In einem Inventar aus der Reformationszeit von 1545 wurden weiterhin unter anderem zwei Monstranzen und eine Vielzahl vergoldeter Kelche und Patenen sowie silberner und goldener Schmuck erwähnt. Diese wertvollen Gegenstände wurden augenscheinlich verkauft, um eine Apotheke zu finanzieren. In der reformierten Kirche hatten sie keinen Nutzen mehr.
Auch viele der alten Messgewänder und Ritualbücher gingen über die Jahre verloren. Die erhaltenen Bücher wurden in die Bibliothek der Nikolaikirche überführt.
In der Marienkirche hingen zwei große Kruzifixe: Ein wenig dokumentiertes über dem alten Hochaltar, das 1678 zerstört wurde, sowie ein zwischen den östlichen Pfeilern angebrachtes, hölzernes Kreuz, das von einer Marienstatue gestützt wurde. 1747 wurde auch dieses Kreuz entfernt.
Viele kleinere Schnitzaltäre, Familienwappen und –epitaphien sind noch bis ins 18. Jahrhundert urkundlich erwähnt. 1794 wurden sie beim Ausweißen der Kirche entfernt und ins städtische Weinhaus gebracht. Restbestände wurden während Kriegszeiten als Brennholz verwendet. Dasselbe Schicksal ereilte auch jene im Weinhaus eingelagerten Stücke.
Im Jahr 1806 wurden die ehemaligen Kirchenstühle, die unter anderem dem Rat, den Schonenfahrern und dem Grauen Kloster gehörten, im Französischen Krieg zerstört. 1868 wurde die alte, an der Südseite befindliche Orgel durch die heutige am westlichen Ende der Halle ersetzt.

### Orgel

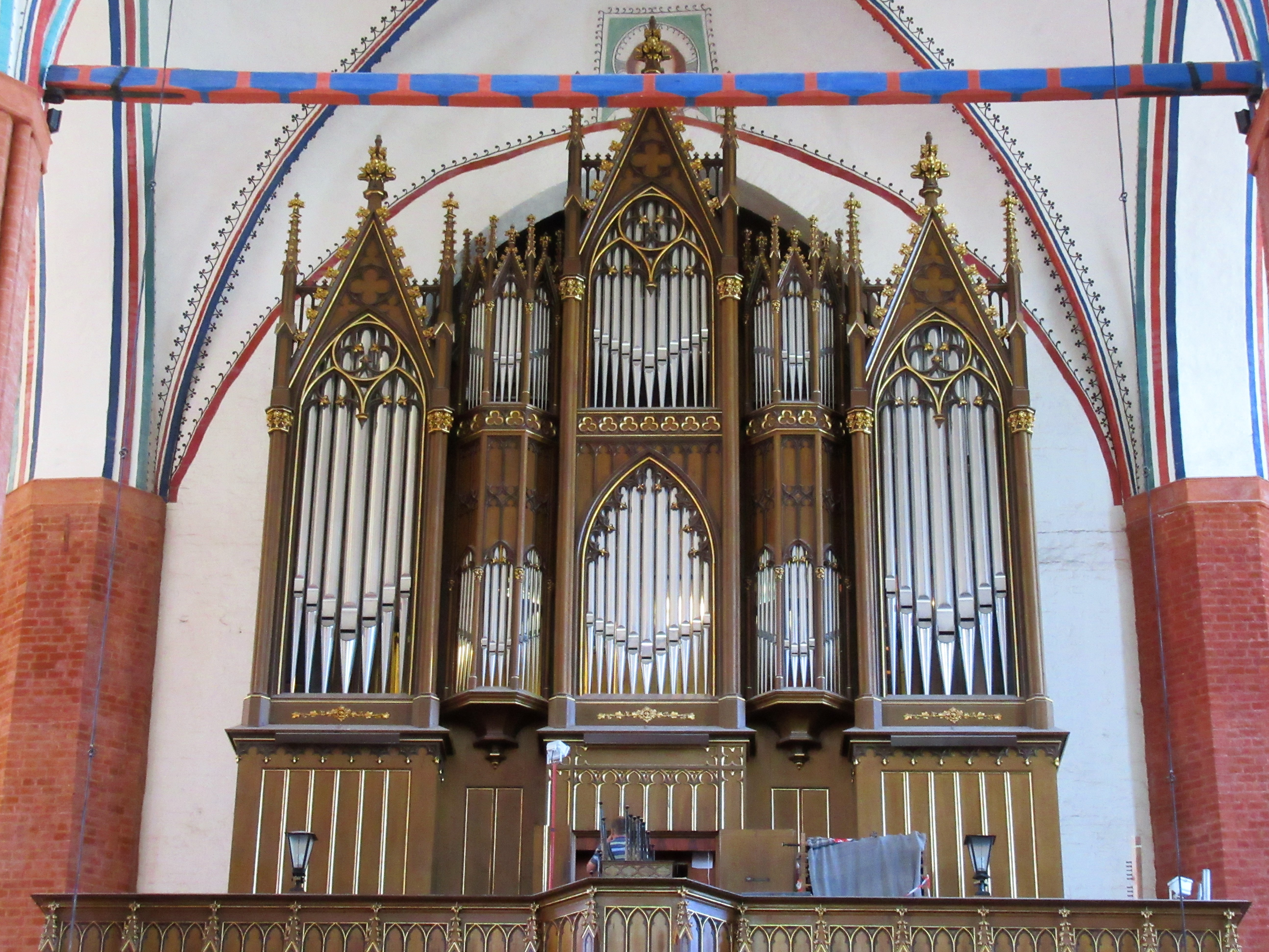
Marienorgel

Die Marienkirche muss bereits Anfang des 15. Jahrhunderts eine Orgel besessen haben, es existieren Rechnungen, nach denen es zu der Zeit eine große und eine kleine Orgel gab. Das Instrument, das vor der Mehmelorgel in der Kirche stand, baute Christian Welt aus Grimmen im Jahre 1757. Diese Orgel besaß 24 klingende Register, auf zwei Manualen und Pedal. Es stand über dem Südportal auf einer Empore, welche heutzutage zugemauert ist, da sich dahinter die Annenkapelle befindet. Etliche Male wurde diese Orgel repariert und wurde so schadhaft, dass die Anschaffung einer neuen Orgel erforderlich wurde. Die heutige Orgel stammt aus dem Jahr 1868 und wurde von dem Stralsunder Orgelbauer Friedrich Albert Mehmel erbaut. Sie ist das größte noch erhaltene Instrument Mehmels. Die Orgel ist genau auf den Raum abgestimmt und hat auch bei voller Kirche ihren typisch satten Raumklang. Das Instrument hat mechanische Schleifladen und insgesamt 37 Register, darunter 5 Extensionen im Pedal. Eine aus Bad Liebenwerda stammende Firma führte ab 1988 eine in mehrere Abschnitte angelegte Generalreparatur durch, welche 1991 mit dem Einbau der neuen Prospektpfeifen abgeschlossen wurde. Eine umfängliche Instandsetzung wegen Verschleiß vieler Originalbauteile der Orgel fand von 2017 bis 2018 statt.
| I Hauptwerk C– |                |     |
| 1.             | Bordun         | 16′ |
| 2.             | Principal      | 8′  |
| 3.             | Concertflöte   | 8′  |
| 4.             | Gemshorn       | 8′  |
| 5.             | Viola di Gamba | 8′  |
| 6.             | Gedackt        | 8′  |
| 7.             | Hohlflöte      | 8′  |
| 8.             | Octave         | 4′  |
| 9.             | Gemshorn       | 4′  |
| 10.            | Quarte II      |     |
| 11.            | Mixtur IV-V    |     |
| 12.            | Cornett IV     |     |
| 13.            | Trompete       | 8′  |

| II Oberwerk C– |                     |       |
| 14.            | Bordun              | 16′   |
| 15.            | Principal           | 8′    |
| 16.            | Rohrflöte           | 8′    |
| 17.            | Octave              | 4′    |
| 18.            | Rohrflöte           | 4′    |
| 19.            | Quinte              | 2 ⁄3′ |
| 20.            | Waldflöte           | 2′    |
| 21.            | Progr. Harm. II-III |       |
| 22.            | Oboe                | 8′    |

| III Fernwerk C– |                 |    |
| 23.             | Geigenprincipal | 8′ |
| 24.             | Salicional      | 8′ |
| 25.             | Flauto traverso | 8′ |
| 26.             | Geigenprincipal | 4′ |

| Pedal C– |                       |         |
| 27.      | Principal             | 16′     |
| 28.      | Subbaß                | 16′     |
| 29.      | Violon                | 16′     |
| 30.      | Quinte                | 10 2⁄3′ |
| 31.      | Octavbaß              | 8′      |
| 32.      | Gedackt (aus Nr. 28)  | 8′      |
| 33.      | Violon (aus Nr. 29)   | 8′      |
| 34.      | Quinte (aus Nr. 30)   | 5 1⁄3′  |
| 35.      | Octavbaß (aus Nr. 31) | 4′      |
| 36.      | Posaune               | 16′     |
| 37.      | Trompete (aus Nr. 36) | 8′      |

- Koppeln: II/I, III/II, I/P

### Glocken
Im Turm der Marienkirche hängen drei Glocken. Die Wächterglocke, 1569 von Johannes de Borch gegossen, ist gesprungen und wurde 1981 durch ein Replikat mit einer inhaltlichen wie typographischen Kopie der alten Inschrift ersetzt. Die große Betglocke wurde restauriert und wieder läutbar aufgehängt. Die kleine Glocke dient dem Uhrschlag.
| Nr. | Name                       | Gussjahr | Gießer        | Durchmesser (mm) | Masse (kg) | Schlagton | Inschrift (Übersetzung) |
| 1   | Betglocke                  | 1418     | Johannes Karl | 1610             | 3000       | es1       | ave regina celorvm mater / regis angelorum / o maria flos virginvm velvt rosa vel lilivm / fvnde preces ad filivm pro salvte fidelivm / o rex glorie veni cvm pace / anno dni mccccxviii (Sei gegrüßt, Königin der Himmel, Mutter des Königs der Engel, o Maria, Blüte der Jungfrauen, wie eine Rose oder Lilie, schütte aus die Gebete vor dem Sohn für das Heil der Gläubigen. O König der Ehren, komm mit Frieden. Im Jahre des Herrn 1418.) |
| 2   | Wächterglocke (Saufglocke) | 1981     |               |                  |            | ges1      | De Wachter Klocke bin ick genannt, Allen fuchten Broders wohl bekannt, Kroger, wen du horest minen luth, So jach de Geste tom huse uth. 1569. (Die Wächterglocke werde ich genannt, allen feuchten Brüdern wohlbekannt. Krüger, wenn du hörst meinen Laut, so jag' die Gäste zum Hause raus!) |
| I   | Kleine Glocke              | 1614     |               |                  |            | es2       | Sit nomen domini benedictum Dinnies Droyse an. Dni 1614. (Der Name des Herrn sei gelobt. Dinnies Droyse, im Jahre des Herrn 1614.) |